# Drones
| 전문가 평가          | 전문가 평가 |
| 총 점수              | 총 점수     |
| 출처                 | 점수        |
| -------------------- | ----------- |
| AnyDecentMusic?      | 5.7/10      |
| 메타크리틱           | 63/100      |
| 평가 점수            |             |
| 출처                 | 점수        |
| AllMusic             | [ 3 ]       |
| The Daily Telegraph  | [ 4 ]       |
| Entertainment Weekly | C           |
| The Guardian         | [ 6 ]       |
| Los Angeles Times    | [ 7 ]       |
| NME                  | 7/10        |
| Pitchfork            | 4.5/10      |
| Q                    | [ 10 ]      |
| Rolling Stone        | [ 11 ]      |
| Spin                 | 5/10        |

《Drones》는 헬륨 3과 워너 브라더스 레코드가 2015년 6월 5일에 발매한 영국의 록 밴드 뮤즈의 일곱 번째 스튜디오 음반이다. 그들의 이전 음반이 관현악과 전자 음악을 통합한 후 뮤즈는 좀 더 솔직한 록 사운드로 되돌아가는 것을 목표로 삼았다. 이 음반은 2014년 10월부터 2015년 4월 사이에 캐나다 밴쿠버의 웨어하우스 스튜디오에서 녹음되었으며, 밴드와 로버트 존 "머트" 랭이 프로듀싱을 맡았다. 《Drones》는 군인의 포기와 "인간 드론"으로 세뇌, 결국 탈영에 이은 콘셉트 음반이다. 이 밴드는 발매 지원을 위해 2015년부터 2016년까지 Drones World Tour에 착수했다.
뮤즈는 2015년 5월 23일부터 시작된 투어 첫 공연에서 유럽 전역에서 다양한 축제를 펼쳤다. 이 투어에는 뮤즈의 다운로드 페스티벌 데뷔 무대도 포함되어 있었는데, 이 공연 역시 헤드라인을 장식했다. 2016년 6월 24일 글래스톤베리에서 유럽 페스티벌 투어의 2부 리그가 시작되었다. 새로운 무대 설치는 11개의 LED 기둥을 특징으로 하는데, 이 기둥은 이 쇼를 수용하기 위해 승무원들에 의해 수동으로 앞뒤로 밀릴 수 있다. 매튜 벨라미는 이 세트를 자신의 인스타그램에서 The Resistance Tour에 비유했다. 이 세트의 업데이트된 버전은 2017년 남은 날짜에 사용되었으며, 새로운 조명 장비와 레이저가 완비되었다.
《Drones》는 악기는 높이 평가하면서도 콘셉트와 가사를 비판한 평론가들로부터 엇갈린 평가를 받았다. 이 음반은 영국 음반 차트(뮤즈의 5년 연속 1위 음반이 된 곳)와 미국 빌보드 200 등 21개 국제 차트에서 1위를 차지했다. 2015년 전 세계에서 100만 장 이상 팔리며 올해 19번째 베스트셀러 음반이 되었다. 제58회 그래미 어워드에서 최우수 록 앨범상을 수상했고, 여러 축제와 경기장에 출연하는 등 대규모 월드 투어의 지원을 받았다. 이 투어는 2015년 34개 쇼에서 2,300만 달러를 벌어들였고 2016년 64개 쇼에서 6,550만 달러를 벌어들였다. 《Muse: Drones World Tour》라는 제목의 투어의 콘서트 영화가 2018년 7월에 개봉되었다.

## 녹음
2014년 10월, 뮤즈는 밴쿠버의 웨어하우스 스튜디오에 입성했다. 뮤즈는 이전 두 장의 음반을 자체 프로듀싱한 후 프로듀서 로버트 존 "머트" 랭과 함께 촬영과 리뷰를 병행하는 시간을 줄이고 공연에 집중했다. 토마소 콜리바와 리치 코스티는 추가 프로듀서로 활동했다. 《The 2nd Law》에서 여러 개의 다른 베이스 기타와 이펙터를 사용했던 크리스 볼첸홈은 단 하나의 베이스 기타와 적은 수의 페달을 사용하여 응집력 있는 사운드를 찾기를 희망했다.
첫 번째 녹음 세션은 10월 19일에 끝났고, 밴드는 그것을 "감정적인"이라고 불렀다. 뮤즈는 2014년 11월, 스튜디오에 재입주했다.  2015년 4월 1일, 드러머 도미닉 하워드와 믹서 리치 코스티는 인스타그램 계정에 음반 믹싱이 끝났음을 알렸다. 그 결과는 덜 정교한 제작과 장르 실험으로 더 단순하고 일관된 록 사운드였다.

## 상업적 성과
영국 음반 차트에서는 《Drones》가 7만 2,863장의 판매량으로 1위에 데뷔해 2015년 이후 세 번째로 높은 오프닝 기록을 세웠다. 이 음반은 뮤즈의 5연속 영국 1위 음반이었다. 2주째 2만 4,445장 (스트리밍 996장)이 팔려 총 판매량이 9만 7,308장으로 1위를 지켰다. 2015년에는 전 세계적으로 100만 장이 팔렸으며, 올해 19번째 베스트셀러 음반이었다. 2016년까지 이 음반은 영국에서 약 17만 장, 미국에서 23만 장, 프랑스에서 19만 2천 장이 팔렸다.
《Drones》는 6월 14일에 끝나는 주에 미국 빌보드 200에서 1위로 데뷔하여 첫 주에 8만 4,200장의 앨범 등급 단위 (전통 판매 7만 9,400장, 싱글 판매 2만 6,000장, 싱글 스트림 330만장 포함)을 벌어들여 예상을 뛰어넘었다. 이 음반은 지난 주에 플로렌스 앤 더 머신의 《How Big, How Blue, How Beautiful》을 대체했는데, 1956년 이후 처음으로 두 명의 영국 아티스트가 미국 차트에서 연속 1위에 데뷔했다. 전통적인 판매량은 《Drons》가 최고 음반 판매 차트 1위에 올랐다.

## 곡 목록
모든 곡들은 특별한 언급이 없는 한 매튜 벨라미에 의해 작사/작곡하였다.
| #   | 제목                 | 작사·작곡                                   | 재생 시간 |
| --- | -------------------- | ------------------------------------------- | --------- |
| 1.  | 〈Dead Inside〉      |                                             | 4:22      |
| 2.  | 〈[Drill Sergeant]〉 |                                             | 0:21      |
| 3.  | 〈Psycho〉           |                                             | 5:16      |
| 4.  | 〈Mercy〉            |                                             | 3:51      |
| 5.  | 〈Reapers〉          |                                             | 5:59      |
| 6.  | 〈The Handler〉      |                                             | 4:33      |
| 7.  | 〈[JFK]〉            |                                             | 0:54      |
| 8.  | 〈Defector〉         |                                             | 4:33      |
| 9.  | 〈Revolt〉           |                                             | 4:05      |
| 10. | 〈Aftermath〉        |                                             | 5:47      |
| 11. | 〈The Globalist〉    | 벨라미, 에드워드 엘가                       | 10:07     |
| 12. | 〈Drones〉           | 벨라미, 조반니 피에를루이지 다 팔레스트리나 | 2:49      |

## 인증
| 국가                                                                                         | 인증        | 판매량/출하량 |
| -------------------------------------------------------------------------------------------- | ----------- | ------------- |
| 오스트레일리아 (ARIA)                                                                        | 골드        | 35,000^       |
| 오스트리아 (IFPI 오스트리아)                                                                 | 골드        | 7,500*        |
| 캐나다 (뮤직 캐나다)                                                                         | 플래티넘    | 80,000^       |
| 프랑스 (SNEP)                                                                                | 2× 플래티넘 | 200,000*      |
| 이탈리아 (FIMI)                                                                              | 플래티넘    | 50,000        |
| 멕시코 (AMPROFON)                                                                            | 골드        | 30,000^       |
| 네덜란드 (NVPI)                                                                              | 골드        | 20,000^       |
| 러시아 (NFPF)                                                                                | 플래티넘    | 10,000*       |
| 스위스 (IFPI 스위스)                                                                         | 플래티넘    | 20,000^       |
| 영국 (BPI)                                                                                   | 골드        | 230,213*      |
| 전세계 (IFPI)                                                                                | 빈칸        | 1,100,000+    |
| *판매량을 기반으로 한 인증 · ^출하량을 기반으로 한 인증 · 판매량+스트리밍을 기반으로 한 인증 |             |               |